# Tossal de Rus
El Tossal de Rus és una muntanya de 2.667,7 metres d'altitud que es troba al lloc on coincideixen els termes municipals de Sarroca de Bellera (dins de l'antic municipi ribagorçà de Benés, la Torre de Cabdella (en el seu terme original), del Pallars Jussà i la Vall de Boí (en el seu antic terme de Barruera), de l'Alta Ribagorça.
És a l'est-nord-est del Tossal de la Mina i a l'extrem nord-oest de la Serra de les Cabeçades (serra que separa els termes de Sarroca de Bellera i de la Torre de Cabdella.